# Land (1975-2002)
Land (1975-2002) è un album discografico di raccolta (doppio CD) della cantautrice rock statunitense Patti Smith, pubblicato nel 2002.

## Tracce
Disco 1
1. Dancing Barefoot – 4:16
2. Babelogue – 1:30
3. Rock N Roll Nigger – 3:23
4. Gloria – 5:53
5. Pissing in a River – 4:51
6. Free Money – 3:48
7. People Have the Power – 5:10
8. Because the Night – 3:23
9. Frederick – 3:03
10. Summer Cannibals – 4:09
11. Ghost Dance – 4:41
12. Ain't It Strange – 6:37
13. 1959 – 4:01
14. Beneath the Southern Cross – 4:37
15. Glitter in Their Eyes (cori di Michael Stipe & Wade Raley) – 3:05
16. Paths That Cross – 4:20
17. When Doves Cry (inedito) – 5:00

Disco 2
1. Piss Factory (Track, 1974)
2. Redondo Beach (Demo, 1975) – 3:45
3. Distant Fingers (Demo, 1975) – 4:57
4. 25th Floor (live - Eugene, Oregon, May 1978) – 5:43
5. Come Back Little Sheba (Track, 1996) – 2:36
6. Wander I Go (Track, 1996) – 4:56
7. Dead City (live - Denmark, 1 July 2001) – 4:35
8. Spell (live - Portland, Oregon, 5 August 2001) – 6:41
9. Wing (live - Paris, July 2001) – 5:05
10. Boy Cried Wolf (live - Paris, July 2001) – 5:49
11. Birdland (live - Los Angeles, 9 August 2001) – 9:43
12. Higher Learning (Track) – 7:21
13. Notes to the Future / Tomorrow (live - St. Mark's Poetry Project, St. Mark's Church, New York City, 1 January 2002 / live - Philadelphia, 13 May 1979) – 6:05

## Formazione
- Patti Smith - voce, chitarra, clarinetto
- Lenny Kane - chitarra
- Richard Sohl - tastiere
- Ivan Kral - basso
- Jay Dee Daugherty - batteria
- Bruce Brody - tastiere
- Tony Shanahan - basso, tastiere
- Oliver Ray - chitarra